# Joshua Project
Joshua Project (en français : « Projet Joshua ») est une organisation missionnaire chrétienne évangélique interconfessionnelle internationale. Son siège est situé à Colorado Springs, aux États-Unis. Elle a pour mission de développer des stratégies pour rejoindre les « peuples non-atteints (en) (unreached peoples) dans les groupes humains les moins chrétiens.
Le projet présente l'état actuel de la mission chrétienne parmi tous les groupes ethniques du monde dans une base de données disponible sur son site web.

## Histoire
L'organisation a été fondée en 1995 par la fusion de deux organisations évangéliques, AD2000 et Beyond Movement
.

## Programmes
Créé en 2001, le site web propose plusieurs informations : des fiches détaillées sur les langues et les groupes ethniques, mais aussi des vidéos, photos et cartes, articles et ouvrages, applications mobiles, prospectus, brochures et exposés, ainsi que des jeux et des histoires pour les enfants. Une partie de ces ressources est disponible en espagnol et en portugais.

### Base de données
La base de données est basée avant tout sur l'ethnie des personnes, qui peuvent être sélectionnées selon divers critères (pays, langues, religions).
En juillet 2022, 17 428 groupes sont annoncés sur la page d'accueil du site, chaque groupe étant classé avec des points de couleurs rappelant des feux tricolores :
- un point vert indique que plus de 2 % sont évangéliques ;
- un point jaune indique de moins de 2 % sont évangéliques et plus de 5 % sont chrétiens ;
- un point rouge indique que moins de 2 % sont évangéliques et moins de 5 % sont chrétiens.

Au niveau des langues, le projet ne traite que des langues décrites par Ethnologue, Languages of the World, toutes devant avoir un code ISO 639-3.

### Sources
Les données proviennent de diverses sources, telles qu'Ethnologue, Languages of the World, d'autres organisations évangélistes (Harvest Information System, Etnopedia, World Christian Encyclopedia, etc.), mais aussi du World Factbook de la CIA ou des recensements réalisés par les gouvernements locaux ou par l'ONU. Des chercheurs de l'organisation ou bien recrutés sur place participent également,
Bien que les éditeurs du projet supposent que ces chiffres sont fiables avec un écart de plus ou moins 20 %, la qualité des données doit être en partie remise en question, d'abord parce que les employés du projet ne travaillent généralement pas de manière scientifique, ensuite, parce que l'on peut supposer que l'idéologie missionnaire du projet conduit facilement à des erreurs de jugement.

## Critiques
Le projet est parfois critiqué, car d'un point de vue ethnologique, il accélère la transformation culturelle des communautés autochtones en visant à favoriser une renonciation aux valeurs traditionnelles. Cela conduit à une perte d'indépendance des groupes ethniques visés et à leur subordination à la nouvelle religion et à la culture occidentale,.